# Faserschlamm
Als Faserschlamm wird ein bei der Papierherstellung anfallender Rückstand in Abwässern oder -schlämmen bezeichnet. Er besteht aus kurzen Zellstofffasern, die vom Papierzellstoff aus Altpapier und frischem Zellstoffbrei aus verfahrenstechnischen Gründen nicht verarbeitet werden können. Bei der Aufbereitung von Altpapier fallen zudem, durch die Druckfarbenentfernung, sogenannte Deinkingschlämme an.
Der Faserschlamm kann je nach Ausgangsmaterial und Produkt bis zu 30 % des Einsatzmaterials ausmachen. Die Schlämme werden in der Regel direkt oder nach Mischung mit anderen Brennstoffen in Feuerungsanlagen verbrannt und werden auf diese Weise energetisch genutzt. Eine stoffliche Verwendung kann durch die Nutzung als Porenbildner bei der Herstellung von Ziegeln oder als Bodenverbesserer in der Landwirtschaft erfolgen.